# کیکو میزوهارا
آدری کیکو دنیل (انگلیسی: Audrie Kiko Daniel؛ زادهٔ ۱۵ اکتبر ۱۹۹۰) که با عنوان هنری کیکو میزوهارا (انگلیسی: Kiko Mizuhara، ژاپنی: 水原 希子) شناخته می‌شود، مدل، بازیگر و طراح آمریکایی-کره‌ای ساکن ژاپن است.